# Волица (Лопушненская сельская община)
Волица (укр. Волиця) — село в Лопушненской сельской общине Кременецкого района Тернопольской области Украины.
Код КОАТУУ — 6123481503. Население по переписи 2001 года составляло 148 человек.

## Географическое положение
Село Волица находится у истоков реки Горынь,
ниже по течению примыкает село Великая Горянка.
Рядом проходит автомобильная дорога Т-2013.

## История
- 1867 год — дата основания.